# 河边的错误
《河边的错误》（英語：Only the River Flows）是一部2023年中国新黑色犯罪艺术电影。影片改编自余华同名先锋代表作，由魏书钧执导，康春雷、魏书钧担任编剧，唐虓珲担任总制片人，黄旭峰、李婵、沈洋、王才涛担任制片人，梁颖、万军担任联合制片人，朱一龙领衔主演，曾美慧孜、侯天来、佟林楷主演。该片讲述了警察马哲在河边小镇调查一系列谋杀案的故事。2023年4月25日，電影入選第76屆坎城影展一種注目單元。

## 剧情简介
1990年代中期的一个江南小镇，一位老婆婆在河边被谋杀，警察马哲（朱一龙 饰）负责案件的侦查。他一一排除可能作案的嫌疑人，最终锁定老婆婆领养的“疯子”（康春雷 饰）。案件本该就此结束，但一些疑点的存在让马哲打算一查到底，与此同时，疯子跑出疯人院继续作案让马哲再度陷入紧张，他的精神状态发生剧烈变化。

## 演员列表
| 演员     | 角色       | 简介     |
| -------- | ---------- | -------- |
| 朱一龙   | 马哲       | 刑警队长 |
| 曾美慧孜 | 白洁       | 马哲妻子 |
| 侯天来   | 局长       | 马哲上司 |
| 佟林楷   | 小谢       | 刑警     |
| 康春雷   | “疯子”     | 嫌疑人   |
| 刘白沙   | 钱玲       | 嫌疑人   |
| 莫西子诗 | 王宏       | 嫌疑人   |
| 王健宇   | 许亮       | 嫌疑人   |
| 曾淇     | 小婷       | 刑警     |
| 周游     | 照相师     |          |
| 阎鹤祥   | 眼镜       |          |
| 黄米依   | 妇产科医生 |          |
| 曹阳     | 幺四婆婆   | 被害人   |

## 制作发行

### 拍摄和制作
- 2017年出品方获得版权。2018年6月起，编剧开始着手改编，先后做了十七八稿剧本，大的方向调整就有四次。2020年基本定稿，并确定主演朱一龙[7]。
- 2022年11月初，演员进组筹备、体验生活；12月19日，在江西南丰开机；2023年2月1日杀青，拍摄共计45天，其中因导演和演员朱一龙罹患新冠，电影停拍两天。每天工作六到八个小时，尽量在最快的时间内收工。电影为顺拍，使用16mm胶片拍摄，没有需要任何重拍，最终约660分钟的素材，片比大约为6：1。电影为边拍边剪，往往第二天可以看到前一天的粗剪，2月7日完成了第一版剪辑，2月13日基本定剪[8]。
- 影片先后在开机拍摄和公映许可两个环节，分别各得到了余杭文艺基金100万元人民币的扶持[9]。

### 电影节公映
| 日期           | 地区     | 电影节 | 备注       |
| -------------- | -------- | --- | ---------- |
| 2023年5月20日  | 法国     | 第76届戛纳电影节•一种关注单元                                                                                          | 竞赛及公映 |
| 2023年7月13日  | 以色列   | 第40届耶路撒冷电影节（Jerusalem Film Festival）•国际影片主竞赛                                                         | 竞赛及公映 |
| 2023年7月19日  | 新西兰   | 2023年新西兰国际电影节（New Zealand International Film Festival）                                                      | 非竞展映   |
| 2023年9月14日  | 澳大利亚 | 2023年达尔文国际电影节（Darwin International Film Festival）                                                           | 非竞展映   |
| 2023年9月23日  | 马其顿   | 第44届马纳基兄弟国际摄影师电影节（Manaki Brothers - International Cinematographers' Film Festival）                    | 竞赛及公映 |
| 2023年9月27日  | 希腊     | 第29届雅典国际电影节（Athens International Film Festival）                                                             | 非竞展映   |
| 2023年9月28日  | 加拿大   | 温哥华国际电影节•全景单元                                                                                              | 非竞展映   |
| 2023年10月4日  | 英国     | 第67届伦敦国际电影节（BFI London Film Festival）•惊悚佳片                                                              | 非竞展映   |
| 2023年10月4日  | 捷克     | BE2CAN三大电影节精选展（BE2CAN 2023）                                                                                  | 非竞展映   |
| 2023年10月4日  | 韩国     | 第28届釜山国际电影节（Busan International Film Festival）•亚洲之窗                                                     | 非竞展映   |
| 2023年10月11日 | 中国     | 第7届平遥国际电影展（Pingyao International Film Festival）•藏龙单元                                                    | 竞赛及公映 |
| 2023年10月11日 | 美国     | 第59届芝加哥国际电影节（Chicago International Film Festival）•国际影片主竞赛                                           | 竞赛及公映 |
| 2023年10月12日 | 西班牙   | 第19届加泰罗尼亚国际社会电影节（Clam, The International Social Film Festival of Catalonia）                            | 非竞展映   |
| 2023年10月13日 | 美国     | 第24届纽波特比奇国际电影节（Newport Beach Film Fest）•国际焦点单元                                                     | 非竞展映   |
| 2023年10月18日 | 澳大利亚 | 阿德莱德电影节（Adelaide Film Festival）                                                                               | 非竞展映   |
| 2023年10月18日 | 挪威     | 卑尔根国际电影节•国际故事片单元                                                                                        | 非竞展映   |
| 2023年10月19日 | 奥地利   | 第61届维也纳国际电影节                                                                                                 | 非竞展映   |
| 2023年10月19日 | 巴西     | 第47届圣保罗国际电影节•国际视野单元                                                                                    | 非竞展映   |
| 2023年10月20日 | 罗马尼亚 | 第14届布加勒斯特戛纳电影节精选展（Les Films de Cannes à Bucarest）                                                     | 非竞展映   |
| 2023年10月25日 | 西班牙   | 2023年巴塞罗那亚洲电影节（The Asian Film Festival Barcelona）•全景单元                                                 | 竞赛及公映 |
| 2023年11月8日  | 瑞典     | 第34届斯德哥尔摩电影节（Stockholm International Film Festival）                                                        | 竞赛及公映 |
| 2023年11月11日 | 波兰     | Camerimage电影摄影艺术国际影展（The International Film Festival of the Art of Cinematography Camerimage）•当代电影单元 | 非竞展映   |
| 2023年11月11日 | 挪威     | 挪威南方电影节（Films from the South）•聚焦中国单元                                                                    | 非竞展映   |
| 2023年11月16日 | 德国     | 第72届曼海姆海德堡国际电影节（International Filmfestival Mannheim-Heidelberg）•突破单元                                | 非竞展映   |
| 2023年11月17日 | 菲律宾   | 菲律宾奎松国际电影节（QCinema International Film Festival）•特别展映                                                   | 非竞展映   |
| 2023年11月19日 | 日本     | 第24届东京FILMeX新作者主义电影节                                                                                       | 竞赛及公映 |
| 2023年12月11日 | 德国     | 第17届14部电影环游世界电影节                                                                                           | 非竞展映   |

### 院线公映
| 日期           | 地区     | 主发行                | 票房表现                     |
| -------------- | -------- | --------------------- | ---------------------------- |
| 2023年10月21日 | 中国大陆 | 联瑞影业              | 2023年第43周中國內地票房冠軍 |
| 2023年11月2日  | 澳大利亚 | 怪物娱乐LittleMonster | 27家影院，首周票房63,191AUD  |
| 2024年2月29日  | 德国     | Rapid Eye Movies      |                              |

## 迴響

### 專業評價
在評論匯總網站爛番茄給出了85%新鮮度（39條評論），平均得分7.4/10。網站共識寫道：“儘管其程序性情節被納入一個超現實的空間，但《河邊的錯誤》充滿了氣氛和引人入勝的氣氛，為男主角朱一龍帶來了驚人的展示”。Metacritic給出70/100的平均分（13條評論），表示“普遍好評”。

### 奖项
| 颁奖日期       | 颁奖方                           | 奖项                  | 获奖方     | 结果 |
| -------------- | -------------------------------- | --------------------- | ---------- | ---- |
| 2023年5月26日  | 第76届戛纳电影节                 | 一种关注              | 河边的错误 | 入围 |
| 2023年7月20日  | 第40届耶路撒冷国际电影节         | 国际影片主竞赛        | 河边的错误 | 入围 |
| 2023年9月29日  | 第44届马纳基兄弟国际摄影师电影节 | 银摄像机300           | 程马志远   | 獲獎 |
| 2023年10月16日 | 第7届平遥国际电影展·藏龙单元     | 费穆荣誉·最佳影片     | 河边的错误 | 獲獎 |
| 2023年10月16日 | 第7届平遥国际电影展·藏龙单元     | 迷影选择荣誉          | 河边的错误 | 獲獎 |
| 2023年10月22日 | 第59届芝加哥国际电影节           | 国际影片主竞赛        | 河边的错误 | 入围 |
| 2023年11月6日  | 2023年巴塞罗那亚洲电影节         | 全景单元•最佳影片     | 河边的错误 | 獲獎 |
| 2023年11月17日 | 第34届斯德哥尔摩电影节           | 主竞赛                | 河边的错误 | 入围 |
| 2023年11月26日 | 第24届东京FILMeX新作者主义电影节 | 主竞赛                | 河边的错误 | 入围 |
| 2023年12月26日 | 2023豆瓣电影榜单                 | 月度热搜影视：10月    | 河边的错误 | 獲獎 |
| 2023年12月26日 | 2023豆瓣电影榜单                 | 最受关注导演          | 魏书钧     | 獲獎 |
| 2023年12月26日 | 2023豆瓣电影榜单                 | 最受关注演员          | 朱一龙     | 獲獎 |
| 2023年12月29日 | 2023微博跨年电影愿               | 微博电影·年度十佳影片 | 河边的错误 | 獲獎 |
| 2023年12月29日 | 2023知乎年度高分榜单             | 高分电影榜            | 河边的错误 | 獲獎 |
| 2023年1月13日  | 2023微博之夜                     | 微博年度口碑电影      | 河边的错误 | 獲獎 |
| 2024年3月10日  | 第17屆亞洲電影大獎               | 最佳剪接              | 马修       | 提名 |
| 2024年3月10日  | 第17屆亞洲電影大獎               | 最佳摄影              | 程马志远   | 提名 |
| 2024年3月10日  | 第17屆亞洲電影大獎               | 最佳美术指导          | 张梦伦     | 提名 |
| 2024年6月1日   | 中国电影导演协会2023年度表彰     | 年度青年导演          | 魏书钧     | 提名 |
| 2024年6月1日   | 中国电影导演协会2023年度表彰     | 年度男演员            | 朱一龙     | 提名 |
| 2024年6月16日  | 2024微博电影之夜                 | 微博网友年度喜爱影片  | 河边的错误 | 獲獎 |
| 2024年6月16日  | 2024微博电影之夜                 | 年度口碑影片          | 河边的错误 | 獲獎 |
| 2024年9月1日   | 第十九届中国长春电影节“金鹿奖”   | 最佳影片              | 河边的错误 | 入围 |
| 2024年9月1日   | 第十九届中国长春电影节“金鹿奖”   | 最佳男演员            | 朱一龙     | 提名 |
| 2024年9月1日   | 第十九届中国长春电影节“金鹿奖”   | 最佳摄影              | 程马志远   | 獲獎 |
| 2025年5月30日  | 第4届北京电影学院学院奖          | 最佳电影表演奖        | 朱一龙     | 獲獎 |

### 影评
- 2023年4月25日，电影入围第76届坎城影展“一種注目”单元（Cannes Film Festival，2023年5月16-27日）[6]。

| 场刊                           | 评分： 平均分/满分 | 评分排名： 排名/打分影片总数 | 影评人数： 打分人数/总人数 | 人数排名： 排名/打分影片总数 |
| ------------------------------ | ------------------ | ---------------------------- | -------------------------- | ---------------------------- |
| 国际影迷协会（ICS）场刊        | 3.5/5              | 2/18                         | 6/17                       | 3/18                         |
| 德国媒体场刊                   | 6/7                | 2/13                         | 7/10                       | 1/13                         |
| 法国媒体场刊（ver. 2023/5/27） | 3.3/5              | 6/20                         | 3/15                       |                              |

## 票房
中国大陆票房为3.1亿人民币。
| 上一届： 《堅如磐石》 | 2023年中國內地一周票房冠軍 第43週 | 下一届： 《拯救嫌疑人》 |

## 外部連結
- 互联网电影数据库（IMDb）上《河边的错误》的资料（英文）
- 豆瓣电影上《河边的错误》的資料 （简体中文）